# Schamseddin Hosseini

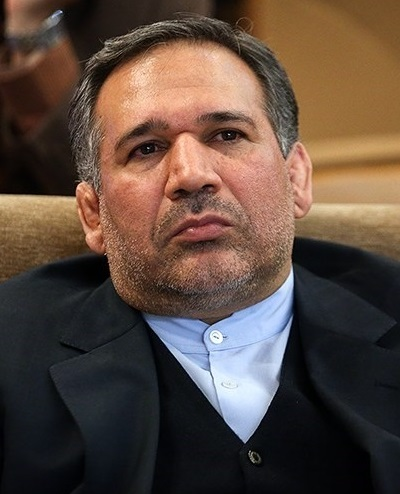
Schamseddin Hosseini

Seyyed Schamseddin Hosseini (* 1967 in Mazandaran) ist ein iranischer Politiker. Er gehörte dem zweiten Kabinett von Mahmud Ahmadineschād als Minister für ökonomische Angelegenheiten und Finanzen an.
Hosseini lehrte an der Islamische Azad-Universität Damavand, Payame Noor Universität und Allameh Tabatabai Universität. Er ist Inhaber eines Doktorgrades für Ökonomie von der Islamischen Azad-Universität.

## Belege
1. ↑  Irantracker, 25. September 2009: Government Re-Shuffling in Iran (Memento vom 5. Juni 2013 im Internet Archive) (englisch)

| Personendaten    | Personendaten                                 |
| ---------------- | --------------------------------------------- |
| NAME             | Hosseini, Schamseddin                         |
| ALTERNATIVNAMEN  | Hosseini, Seyyed Schamseddin                  |
| KURZBESCHREIBUNG | iranischer Politiker, islamischer Geistlicher |
| GEBURTSDATUM     | 1967                                          |
| GEBURTSORT       | Mazandaran                                    |